# Польська Екстраліга з хокею 2001—2002
Чемпіонат Польщі з хокею 2002 — 67-ий чемпіонат Польщі з хокею, чемпіоном став клуб Унія (Освенцім).

## Попередній раунд
| М  | Команда               | І  | В  | ВО | Н | ПО | П  | Ш       | О  |
| -- | --------------------- | -- | -- | -- | - | -- | -- | ------- | -- |
| 1. | ГКС Катовіце          | 39 | 27 | 0  | 2 | 2  | 8  | 153:87  | 85 |
| 2. | ГКС Тихи              | 39 | 23 | 2  | 1 | 1  | 12 | 170:116 | 75 |
| 3. | Унія (Освенцім)       | 39 | 23 | 1  | 1 | 2  | 12 | 159:88  | 74 |
| 4. | Сточньовець (Гданськ) | 39 | 21 | 2  | 2 | 3  | 11 | 131:96  | 72 |
| 5. | КТХ Криниця           | 39 | 12 | 5  | 0 | 1  | 21 | 104:174 | 47 |
| 6. | Заглембє Сосновець    | 39 | 9  | 2  | 1 | 3  | 24 | 116:148 | 35 |
| 7. | Подгале (Новий Тарг)  | 39 | 9  | 2  | 0 | 2  | 26 | 86:160  | 33 |
| 8. | Полонія Битом1        | 21 | 4  | 1  | 1 | 1  | 14 | 36:86   | 16 |

Скорочення: М = підсумкове місце, І = ігри, В = перемоги, ВО = перемоги в овертаймі, Н = перемога за неявку, ПО = поразки в овертаймі, П = поразки, Ш = закинуті та пропущені шайби, О = набрані очки
1 Клуб не дограв чемпіонат.

## Плей-оф

### Півфінали
- ГКС Катовіце — Сточньовець (Гданськ) 3:2 (4:2, 1:7, 1:2, 2:0, 5:1)
- ГКС Тихи — Унія (Освенцім) 0:3 (1:3, 1:4, 0:4)

### Матч за 3 місце
- ГКС Тихи — Сточньовець (Гданськ) 4:0 (2:0, 3:2 Б, 4:2, 4:2)

### Фінал
- ГКС Катовіце — Унія (Освенцім) 3:4 (1:2 ОТ, 3:1, 2:1, 1:2 ОТ, 3:2, 0:4, 1:2)

## Плей-оф (5 - 8 місця)
- Подгале (Новий Тарг) — Заглембє Сосновець 2:0 (3:1, 2:1)

### Матч за 5 місце
- Подгале (Новий Тарг) — КТХ Криниця 2:0 (7:3, 4:2)

## І Ліга
| М  | Команда                 | І  | В  | ВО | Н | ПО | П  | Ш       | О  |
| -- | ----------------------- | -- | -- | -- | - | -- | -- | ------- | -- |
| 1. | ТКХ «Торунь»            | 24 | 19 | 2  | 1 | 1  | 1  | 183:65  | 63 |
| 2. | СМС (Сосновець) ІІ      | 24 | 12 | 2  | 0 | 2  | 8  | 117:94  | 42 |
| 3. | Ополе                   | 24 | 11 | 3  | 0 | 0  | 10 | 108:109 | 39 |
| 4. | Краковія Краків         | 24 | 12 | 0  | 1 | 1  | 10 | 121:110 | 38 |
| 5. | КХ Сянок                | 24 | 11 | 1  | 0 | 2  | 10 | 90:104  | 37 |
| 6. | Подгале (Новий Тарг) ІІ | 24 | 6  | 0  | 0 | 1  | 17 | 89:164  | 19 |
| 7. | СМС (Сосновець) ІІІ     | 24 | 4  | 0  | 0 | 1  | 19 | 68:130  | 13 |

## Плей-оф (І Ліга)

### Півфінали (І Ліга)
- ТКХ «Торунь» — КХ Сянок 3:0 (7:4, 6:3, 10:4)
- Краковія Краків — Ополе 3:0 (4:2, 5:4, 4:1)

### Фінал (І Ліга)
- ТКХ «Торунь» — Краковія Краків 3:0 (4:2, 8:4, 8:1)